# Demerara
Demerara är en flod som flyter i östra Guyana. Floden har sin källa i regnskogen i centrala Guyana och flyter norrut utan några huvudsakliga biflöden. Den mynnar ut i Atlanten vid huvudstaden Georgetown.
Oceangående fartyg kan nå staden Linden, cirka 105 kilometer uppströms. Mindre båtar kan segla ytterligare 40 kilometer uppströms, därefter tar ett flertal vattenfall vid. I Linden finns gruvindustri, varifrån bauxitmalm utskeppas. Demeraras totala längd är cirka 346 kilometer. Den delar namn med den nederländska kolonin Demerara, som införlivades i Brittiska Guyana 1831. Flodens vatten får till följd av bauxitfyndigheterna, en rödfärgad nyans.
År 1978 färdigställdes Demerara Harbour Bridge, en pontonbro som förbinder Vreed en Hoop med Georgetown.
Vid Demerara ägde ett flertal svenskar förr stora plantager, bland annat den berömde arvlåtaren Jonas Lambert-Wenman, E. H. Huss och Jonas Filéen. Troligen på grund av förväxling med Nya Sverige uppkom i mitten av 1800-talet en sägen att det vid Demerara tidigare hade legat en svensk koloni med samma namn, som borde återvinnas eller återupplivas.